# Wanda Hawley
Wanda Hawley (30 de julio de 1895 – 18 de marzo de 1963) fue una actriz cinematográfica de estadounidense, activa en la época del cine mudo. Se inició como actriz teatral formando parte de una compañía de aficionados en Seattle, viajando después en gira por los Estados Unidos y Canadá como cantante. Actuó junto a Rodolfo Valentino en el film de The Young Rajah, y alcanzó el estrellato actuando en diferentes producciones dirigidas por Cecil B. DeMille y Sam Wood.

## Biografía
Su verdadero nombre era Selma Wanda Pittack, y nació en Scranton, Pensilvania, aunque cuando ella era una niña se mudó con su familia a Seattle, Washington, ciudad en la que fue educada. 
Su debut en la pantalla se produjo con Fox Film Corporation y, tras ocho meses actuando para ellos, se sumó a Famous Players-Lasky, compañía para la cual fue primera actriz en Mr. Fix-It (1918), cinta protagonizada por Douglas Fairbanks. En 1916 se había casado con Allen Burton Hawley, adoptando a partir de entonces el apellido de él como suyo artístico.
A lo largo de su carrera pudo actuar con actores como William S. Hart, Charles Ray, Bryant Washburn y Wallace Reid, entre otros. Sin embargo, la llegada del cine sonoro puso fin a la carrera de Hawley.
Wanda hawley falleció en 1963, a los 67 años de edad, en Los Ángeles, California. Fue enterrada en el Cementerio Hollywood Forever, en Hollywood.

## Filmografía completa
- The Derelict, de Carl Harbaugh (1917)
- The Broadway Sport, de Carl Harbaugh (1917)
- This Is the Life, de Raoul Walsh (1917)
- The Heart of a Lion, de Frank Lloyd (1917)
- Cupid's Roundup, de Edward LeSaint (1918)
- Cheating the Public, de Richard Stanton (1918)
- The Wall Invisible, de Bernard Durning (1918)
- Mr. Fix-It, de Allan Dwan (1918)
- Old Wives for New, de Cecil B. DeMille (1918)
- We Can't Have Everything, de Cecil B. DeMille  (1918)
- A Pair of Silk Stockings, de Walter Edwards (1918)
- The Border Wireless, de William S. Hart (1918)
- The Gypsy Trail, de Walter Edwards (1918)
- The Way of a Man with a Maid, de Donald Crisp (1918)
- Peg o' My Heart, de William C. deMille (1919)
- The Poor Boob, de Donald Crisp (1919)
- Greased Lightning, de Jerome Storm (1919)
- For Better, for Worse, de Cecil B. DeMille (1919)
- Virtuous Sinners de Emmett J. Flynn (1919)
- You're Fired, de James Cruze (1919)
- Secret Service, de Hugh Ford (1919)
- Told in the Hills, de George Melford (1919)
- The Lottery Man, de James Cruze (1919)
- Everywoman, de George Melford (1919)
- The Tree of Knowledge, de William C. de Mille (1920)
- Double Speed, de Sam Wood (1920)
- The Six Best Cellars, de Donald Crisp (1920)
- Mrs. Temple's Telegram, de James Cruze (1920)
- Miss Hobbs, de Donald Crisp (1920)
- Food for Scandal, de James Cruze (1920)
- Held by the Enemy, de Donald Crisp (1920)
- Her Beloved Villain, de Sam Wood (1920)
- Her First Elopement, de Sam Wood (1920)
- The Snob, de Sam Wood (1921)
- The Outside Woman (1921)
- The House That Jazz Built, de Penrhyn Stanlaws (1921)
- Her Sturdy Oak, de Thomas N. Heffron (1921)
- A Kiss in Time, de Thomas N. Heffron (1921)
- The Affairs of Anatol, de Cecil B. DeMille (1921)
- Her Face Value, de Thomas N. Heffron (1921)
- The Love Charm, de Thomas N. Heffron (1921)
- Too Much Wife, de Thomas N. Heffron (1921)
- Bobbed Hair, de Thomas N. Heffron (1922)
- The Truthful Liar, de Thomas N. Heffron (1922)
- The Woman Who Walked Alone, de George Melford (1922)
- Burning Sands, de George Melford (1922)
- The Young Rajah, de Phil Rosen (1922)
- Thirty Days, de James Cruze (1922)
- Nobody's Money, de Wallace Worsley (1923)
- Brass Commandments, de Lynn Reynolds (1923)
- Masters of Men, de David Smith (1923)
- Fires of Fate, de Tom Terriss (1923)
- Lights of London, de C.C. Calvert (1923)
- The Man from Brodney's, de David Smith (1923)
- Bread, de Victor Schertzinger (1924)
- The Desert Sheik, de Tom Terriss (1924)
- Reckless Romance, de Scott Sidney (1924)
- The Man Who Played Square, de Alfred Santell (1925)
- Flying Fool, de Frank S. Mattison (1925)
- Let Women Alone, de Paul Powell (1925)
- Barriers Burned Away, de W. S. Van Dyke (1925)
- Smouldering Fires, de Clarence Brown (1925)
- Who Cares, de David Kirkland (1925)
- Stop Flirting, de Scott Sidney (1925)
- The Wizard of Oz, de Larry Semon (1925)
- Graustark, de Dimitri Buchowetzki (1925)
- American Pluck, de Richard Stanton (1925)
- The Unnamed Woman, de Harry O. Hoyt (1925)
- A Desperate Moment, de Jack Dawn (1926)
- The Midnight Limited, de Oscar Apfel (1926)
- Pirates of the Sky, de Charles Andrews (1926)
- The Combat, de Lynn Reynolds (1926)
- Hearts and Spangles, de Frank O'Connor (1926)
- The Last Alarm, de Oscar Apfel (1926)
- Men of the Night, de Albert S. Rogell (1926)
- The Midnight Message, de Paul Hurst (1926)
- The Smoke Eaters, de Charles J. Hunt y Charles Hutchison (1926)
- Whom Shall I Marry (1926)
- The Eyes of the Totem, de W. S. Van Dyke (1927)
- Her Husband's Women, de Leslie Pearce (1929)
- Trails of the Golden West, de Leander De Cordova (1931)
- Pueblo Terror, de Alan James (1931)
- The Crooked Road, de Luis King (1932)